# Illertal (FFH-Gebiet)
Das Gebiet Illertal war ein durch das Regierungspräsidium Tübingen nach der Richtlinie 92/43/EWG (Fauna-Flora-Habitat-Richtlinie) ausgewiesenes Schutzgebiet (Schutzgebietskennung DE-7922-342) im Südosten des deutschen Landes Baden-Württemberg.
2015 wurde das Gebiet mit den ursprünglichen FFH-Gebieten „Donau zwischen Munderkingen und Erbach“ (7724-341) und „Donautal bei Ulm“ (7625-341) zum FFH-Gebiet „Donau zwischen Munderkingen und Ulm und nördliche Iller“ (7625-311) zusammengelegt.

## Lage
Das rund 275 Hektar (ha) große Schutzgebiet Illertal gehörte naturräumlich zu den Holzstöcken und zum Unteren Illertal. Seine neun Teilgebiete erstreckten sich entlang des Illertals in den Gemeinden Schwendi und Wain im Landkreis Biberach (fünf Hektar), in Dietenheim, Illerkirchberg, Illerrieden und Schnürpflingen im Alb-Donau-Kreis (215,1 ha) sowie der Stadt Ulm (49,2 ha).

## Beschreibung
Das Schutzgebiet Illertal, der baden-württembergische Teil der Illeraue mit Hart-, Weichholzaue und Kleebwäldern und der Iller als gezähmtem Voralpenfluss, und der geologischen Besonderheit „Kirchberger Schichten“, wurde mit „Auwälder entlang der Iller“ beschrieben.
Die „Kirchberger Schichten“ sind tonreiche, fossilführende Schichten (Haifischzähne, Brackwassermuscheln, Schnecken und Fische), Teil der sogenannten Brackwasser-Molasse und wurden vor rund 17 bis 18 Millionen Jahren im Zeitalter des Miozän abgelagert. Die Schichten treten am Steilhang zur Iller, entlang des Weihungstals und des Fischbachs in Erscheinung.

## Lebensräume
Die Vielfalt von trockenen und feuchten Lebensraumtypen im Schutzgebiet wurde mit „Schlucht- und Hangmischwäldern“, „Fließgewässer mit flutender Wasservegetation“, „Kalk-Magerrasen“, „Auenwäldern mit Erlen, Eschen, Weiden“, „Hartholzauenwäldern“, „feuchten Hochstaudenfluren“ sowie „mageren Flachland-Mähwiesen“ beschrieben.

### Lebensraumklassen
|                                                                 |                                                                 |  |      |      |
| Laubwald                                                        | Laubwald                                                        |  | 45 % | 45 % |
| Mischwald                                                       | Mischwald                                                       |  | 24 % | 24 % |
| Nadelwald                                                       | Nadelwald                                                       |  | 10 % | 10 % |
| Feuchtes und mesophiles Grünland                                | Feuchtes und mesophiles Grünland                                |  | 14 % | 14 % |
| Binnengewässer, fließend und stehend                            | Binnengewässer, fließend und stehend                            |  | 1 %  | 1 %  |
| anderes Ackerland                                               | anderes Ackerland                                               |  | 4 %  | 4 %  |
| Sonstiges (Städte, Straßen, Deponien, Gruben, Industriegebiete) | Sonstiges (Städte, Straßen, Deponien, Gruben, Industriegebiete) |  | 2 %  | 2 %  |
|                                                                 |                                                                 |  |      |      |